# Ronald Sinclair
Ronald Sinclair, nome d'arte di Richard Arthur Hould (Dunedin, 21 gennaio 1924 – Woodland Hills, 22 novembre 1992), è stato un attore e montatore cinematografico neozelandese, che ad una carriera di  successo come attore bambino fece seguire da adulto un'altrettanto importante carriera come montatore.

## Biografia
Richard Arthur Hould nacque a Dunedin in Nuova Zelanda nel 1924. Iniziò giovanissimo, all'età di appena quattro anni, a recitare nel teatro nella sua città natale, dove raggiunse ampia notorietà lavorando al fianco di celebrità come Sybil Thorndike. Accreditato come Ra Hould, prese parte a Down on the Farm (1935), primo film sonoro prodotto in Nuova Zelanda. La popolarità fu tale da richiamare l'attenzione di Hollywood.
La sua carriera americana di attore bambino ebbe inizio nel 1936 in Il nemico amato. Alla fine del 1937, assume il nome d'arte di Ronald Sinclair in Thoroughbreds Don't Cry (inedito in Italia), al fianco di Judy Garland e Mickey Rooney. Nel 1938 fu il giovane Scrooge in A Christmas Carol, e nel 1939 fu protagonista con il gruppo dei Five Little Peppers (Edith Fellows, Charles Peck, Tommy Bond, Jimmy Leake / Bobby Larson, e Dorothy Anne Seese) nella prima di una serie di pellicole avventurose e comiche che tanto successo riscuoteranno tra il pubblico dei giovanissimi a cavallo tra gli anni trenta e gli anni quaranta.
La sua ultima interpretazione come attore fu anche tra le più significative. Nel film bellico L'avventura impossibile (1942) di Raoul Walsh, al fianco di star come Errol Flynn e Ronald Reagan, interpretò il ruolo di un giovane e sfortunato mitragliere dell'aeronautica, il sergente Lloyd Hollis, disperso con i suoi commilitoni nella Germania nazista durante la seconda guerra mondiale.

### Carriera di montatore
Dopo aver combattuto egli stesso durante il conflitto, Sinclair tornò ad operare nel cinema in una veste radicalmente nuova, non più come attore, bensì come montatore cinematografico. Iniziò nel 1955 una duratura e produttiva collaborazione con il produttore e regista indipendente Roger Corman, celebre realizzatore di film horror fantascientifici, caratterizzati dalla ristrettezza dei budget a disposizione e da tempi di lavorazione spesso molto ridotti.
Ronald Sinclair morì a Woodland Hills (Los Angeles) nel 1992, all'età di 68 anni. Sua moglie dal 1961, Carol A. Larsen, da cui l'artista ebbe un figlio, morì lo stesso giorno del marito.

## Riconoscimenti
- Young Hollywood Hall of Fame (1930's)

## Filmografia

### Attore
- Down on the Farm, regia di Stewart Pitt (1935)
- Il nemico amato (Beloved Enemy), regia di H.C. Potter (1936)
- A Doctor's Diary, regia di Charles Vidor (1937)
- Dangerous Holiday, regia di Nicholas T. Barrows (1937)
- Boots and Saddles, regia di Joseph Kane (1937)
- Thoroughbreds Don't Cry, regia di Alfred E. Green (1937)
- A Christmas Carol, regia di Edwin L. Marin (1938)
- Hanno fatto di me un criminale (They Made Me a Criminal), regia di Busby Berkeley (1939) - non accreditato
- Five Little Peppers and How They Grew, regia di Charles Barton (1939)
- L'usurpatore (Tower of London), regia di Rowland V. Lee (1939)
- La luce che si spense (The Light That Failed), regia di William A. Wellman (1939)
- The Earl of Chicago, regia di Richard Thorpe (1940)
- Five Little Peppers at Home, regia di Charles Barton (1940)
- Out West with the Peppers, regia di Charles Barton (1940)
- Five Little Peppers in Trouble, regia di Charles Barton (1940)
- Lady Hamilton (That Hamilton Woman), regia di Alexander Korda (1941)
- L'avventura impossibile (Desperate Journey), regia di Raoul Walsh (1942)

### Montatore
- La vergine sotto il tetto (The Moon Is Blue), regia di Otto Preminger (1953)
- La lunga notte (The Long Wait), regia di Victor Saville (1954)
- Cinque colpi di pistola (Five Guns West), regia di Roger Corman (1955)
- La meticcia di fuoco (Apache Woman), regia di Roger Corman (1955)
- Il mostro del pianeta perduto (Day the World Ended), regia di Roger Corman (1955)
- Girls in Prison, regia di Edward L. Cahn (1956)
- The She-Creature, regia di Edward L. Cahn (1956)
- La pantera del West (The Oklahoma Woman), regia di Roger Corman (1956)
- Le donne della palude (Swamp Women), regia di Roger Corman (1956)
- Runaway Daughters, regia di Edward L. Cahn (1956)
- Voodoo Woman, regia di Edward L. Cahn (1957)
- Dragstrip Girl, regia di Edward L. Cahn (1957)
- I giganti invadono la Terra (The Amazing Colossal Man), regia di Bert I. Gordon (1957)
- La leggenda vichinga (The Saga of the Viking Women and Their Voyage to the Waters of the Great Sea Serpent), regia di Roger Corman (1957)
- La legge del mitra (Machine-Gun Kelly), regia di Roger Corman (1958)
- U-570 contrattacco siluri (Submarine Seahawk), regia di Spencer Gordon Bennet (1958)
- Sepolto vivo (Premature Burial), regia di Roger Corman (1962)
- L'odio esplode a Dallas (The Intruder), regia di Roger Corman (1962)
- La torre di Londra (The Tower of London), regia di Roger Corman (1962)
- Attack of the Puppet People, regia di Bert I. Gordon (1958)
- I maghi del terrore (The Raven), regia di Roger Corman (1963)
- I diavoli del Gran Prix (The Young Racers), regia di Roger Corman (1963)
- La città dei mostri (The Haunted Palace), regia di Roger Corman (1963)
- 5 per la gloria (The Secret Invasion), regia di Roger Corman (1964)
- Dr. Goldfoot e il nostro agente 00¼ (Dr. Goldfoot and the Bikini Machine), regia di Norman Taurog (1965)
- Dollari maledetti (The Bounty Killer), regia di Spencer Gordon Bennet (1965)
- Sergeant Dead Head, regia di Spencer Gordon Bennet (1965)
- Le spie vengono dal semifreddo, regia di Mario Bava (1966)
- Il serpente di fuoco (The Trip), regia di Roger Corman (1967)
- Facce senza Dio (Devil's Angels), regia di Daniel Haller (1967)
- Per grazia rifiutata (How Do I Love Thee?), regia di Michael Gordon (1970)
- La morte dietro la porta (Dead of Night), regia di Bob Clark (1974)
- Mako lo squalo della morte (Mako: the Jaws of Death), regia di William Grefe (1975)